# 莫拉莱哈-德恩梅迪奥
莫拉莱哈-德恩梅迪奥，是西班牙马德里自治区的一个市镇。总面积31平方公里，总人口4937人（2013年），人口密度159人/平方公里。